# Dasymixis
Dasymixis là một chi bướm đêm thuộc họ Noctuidae.